# 阿倫哈里
阿倫哈里（英語：Allunhari）是甘比亞東部的一個城鎮。它位於上河區的富拉杜東。根據2008年甘比亞官方所做的人口調查數據顯示，居住在阿倫哈里的總人口為5,573人。